# Герондас (дем Места)
Герондас или Бойну Къзълъ (на гръцки: Γέροντας, до 1926 година Μποϊνού Κισλή, Бойну Кисли) е село в Гърция, дем Места (Нестос), административна област Източна Македония и Тракия.

## География
Герондас е полупланинско село, разположено на около 28 километра североизточно от град Кавала, на надморска височина от 110 m.

## История

### В Османската империя
В XIX век е изцяло мюсюлманско село в Саръшабанска каза на Османската империя. Съгласно статистиката на Васил Кънчов („Македония. Етнография и статистика“) към 1900 година Бойну Къзълъ е турско селище и в него живеят 125 турци.

### В Гърция
В 1913 година селото попада в Гърция след Междусъюзническата война. През 20-те години на XX век турското му население се изселва по споразумението за обмен на население между Гърция и Турция след Лозанския мир и на негово място са заселени гърци бежанци, които в 1928 година са 119 семейства с 416 души, като селището е изцяло бежанско.
Българска статистика от 1941 година показва 670 жители.
Основното производство на селяните е тютюнът.
| Име        | Име           | Ново име     | Ново име     | Описание                              |
| ---------- | ------------- | ------------ | ------------ | ------------------------------------- |
| Аладжагьол | Αλατζά Γκιόλ  | Мегали Лимни | Μεγάλη Λίμνη | езеро ЮИ от Герондас и С от Саръшабан |
| Фидангьол  | Φινταν Γκιόλ  | Капнофитория | Καπνοφυτώρια | езеро ЮИ от Герондас и С от Саръшабан |
| Куру чешме | Κουροῦ Τσεσμὲ | Ксировриси   | Ξηρόβριση    |                                       |
| Куру дере  | Κουροῦ Ντερὲ  | Ксирорема    | Ξηρόρεμα     | река в Урвил, десен приток на Места   |

Селото е част от дем Саръшабан по закона „Каподистрияс“ от 1997 година. С въвеждането на закона „Каликратис“, Герондас става част от дем Места.
Според преброяването от 2001 година има 450 жители, а според преброяването от 2011 година има 468 жители.
| Година    | 1913 | 1920 | 1928 | 1940 | 1951 | 1961 | 1971 | 1981 | 1991 | 2001 | 2011 | 2021 |
| --------- | ---- | ---- | ---- | ---- | ---- | ---- | ---- | ---- | ---- | ---- | ---- | ---- |
| Население | 121  | 124  | 576  | 713  | 795  | 818  | 872  | 544  | 493  | 450  | 468  | 378  |